# Scytinostroma microspermum
Scytinostroma microspermum är en svampart som beskrevs av Boidin & Lanq. 1987. Scytinostroma microspermum ingår i släktet Scytinostroma och familjen Lachnocladiaceae.   Inga underarter finns listade i Catalogue of Life.